# Salsa napolitana
La salsa napolitana és una denominació genèrica donada (sobretot fora d'Itàlia) a una salsa derivada de la salsa de tomàquet de la cuina italiana. Se sol servir amb qualsevol tipus de pasta (principalment les blanques) empolvorant abundant formatge parmesà o pecorino sobre el plat abans de servir.

## Preparació
Consisteix en una salsa a base de tomàquet a la qual se li han afegit verdures finament picades tals com porro, ceba, all, safanòries i api.
La salsa napolitana està saborosament condimentada, principalment amb orenga i farigola. Els ingredients es sofregeixen amb oli d'oliva, es tapen i es deixen coure a foc lent una estona. De vegades s'afegeixen bolets a la barreja. Com a condiments també es poden afegir llorer, alfàbrega i romaní.